# Factory Girl
Factory Girl (bra: Uma Garota Irresistível; prt: Factory Girl - Quando Edie Conheceu Warhol) é um filme estadunidense de 2006, do gênero drama, dirigido por George Hickenlooper e estrelado por Sienna Miller, Guy Pearce e Hayden Christensen.

## Sinopse
Esta cinebiografia mostra o drama vivido pela modelo e atriz Edie Sedgwick (Sienna Miller). Foi apelidada de "It Girl", sendo que a revista Vogue também a nomeou uma "Youthquaker".
Edie Sedgwick (Sienna Miller) ficou ainda mais conhecida por ter sido uma das musas de Andy Warhol (Guy Pearce), tendo atuado em vários de seus filmes.
O filme de Factory Girl expõe uma parte da vida de Edie Sedgwick (Sienna Miller), mais precisamente quando Edie conheceu Andy Warhol (Guy Pearce).

## Elenco
| Ator                    | Personagem       |
| ----------------------- | ---------------- |
| Sienna Miller           | Edie Sedgwick    |
| Guy Pearce              | Andy Warhol      |
| Hayden Christensen      | Billy Quinn      |
| Jimmy Fallon            | Chuck Wein       |
| Jack Huston             | Gerard Malanga   |
| Tara Summers            | Brigid Polk      |
| Mena Suvari             | Richie Berlin    |
| Shawn Hatosy            | Syd Pepperman    |
| Beth Grant              | Julia Warhol     |
| James Naughton          | Fuzzy Sedgwick   |
| Mary Elizabeth Winstead | Ingrid Superstar |
| Don Novello             | Mort Silvers     |
| Johnny Whitworth        | Silver George    |
| Brian Bell              | Lou Reed         |
| Patrick Wilson          | John Cale        |
| Samantha Maloney        | Maureen Tucker   |
| Meredith Ostrom         | Nico             |
| Mary-Kate Olsen         | Molly Spence     |
| Michael Post            | Taxi Driver      |